# Атимасс
Атимасс (англ. Attymass; ирл. Áth Tí an Mheasaigh) — деревня в Ирландии, находится в графстве Мейо (провинция Коннахт).
Родина отца Патрика Пейтона (1909—1992), основателя религиозного проекта Family Rosary Crusade. 10 октября 1998 года епископ Томас Флинн официально открыл Мемориальный центр Пейтона.